# Squadra colombiana di Coppa Davis
La squadra colombiana di Coppa Davis rappresenta la Colombia nella Coppa Davis, ed è posta sotto l'egida della Federación Colombiana de Tenis.
La squadra partecipa alla competizione dal 1959; ha fatto parte del Gruppo Mondiale, per la prima volta, nel 2019, è fu eliminata nel Round Robin. Aveva raggiunto gli spareggi per il Gruppo Mondiale in altre occasioni (2010, 2013, 2014, 2015, 2017 e 2018) senza mai riuscire a qualificarsi.

## Organico 2024
Vengono di seguito illustrati i convocati per ogni singolo turno della Coppa Davis 2024. A sinistra dei nomi la nazione affrontata e il risultato finale. Fra parentesi accanto ai nomi, il ranking del giocatore nel momento della disputa degli incontri (la "d" indica che il ranking corrisponde alla specialità del doppio).
| Gruppo Mondiale I - Playoff | Gruppo Mondiale I - Playoff |
| Lussemburgo (3-2)           | Nicolás Mejía (411) Adria Soriano Barrera (593) Johan Alexander Rodríguez (660) Nicolás Barrientos (62 d) Cristian Rodríguez (72 d) |
| --------------------------- | --- |

| Gruppo Mondiale I - Turno principale | Gruppo Mondiale I - Turno principale                                                                                     |
| Giappone (1-3)                       | Nicolás Mejía (237) Adria Soriano Barrera (460) Miguel Tobon (1465) Nicolás Barrientos (53 d) Cristian Rodríguez (107 d) |
| ------------------------------------ | --- |

## Risultati
= Incontro del Gruppo Mondiale

### 2010-2019
| Anno | Turno                          | Data            | Sede                        | Avversario      | Punteggio | Esito     |
| ---- | ------------------------------ | --------------- | --------------------------- | --------------- | --------- | --------- |
| 2010 | Gruppo I, 2º turno             | 7-9 maggio      | Bogotà (COL)                | Canada          | 4–1       | Vittoria  |
| 2010 | Spareggi Gruppo Mondiale       | 17-19 settembre | Bogotà (COL)                | Stati Uniti     | 1–3       | Sconfitta |
| 2011 | Gruppo I, 1º turno             | 4-6 marzo       | Montevideo (URY)            | Uruguay         | 1–4       | Sconfitta |
| 2011 | Gruppo I, Playoff 2º turno     | 28-30 ottobre   | Città del Messico (MEX)     | Messico         | 5–0       | Vittoria  |
| 2012 | Gruppo I, 1º turno             | 10-12 febbraio  | Salinas (ECU)               | Ecuador         | 4–1       | Vittoria  |
| 2012 | Gruppo I, 2º turno             | 6-8 aprile      | São José do Rio Preto (BRA) | Brasile         | 1–4       | Sconfitta |
| 2013 | Gruppo I, 2º turno             | 1-3 febbraio    | Cúcuta (COL)                | Uruguay         | 5–0       | Vittoria  |
| 2013 | Spareggi Gruppo Mondiale       | 13-15 settembre | Tokyo (JPN)                 | Giappone        | 2–3       | Sconfitta |
| 2014 | Gruppo I, 2º turno             | 4-6 aprile      | Cali (COL)                  | Rep. Dominicana | 4–1       | Vittoria  |
| 2014 | Spareggi Gruppo Mondiale       | 12-14 settembre | Halifax (CAN)               | Canada          | 2–3       | Sconfitta |
| 2015 | Gruppo I, 2º turno             | 6-8 marzo       | Montevideo (URY)            | Uruguay         | 3–2       | Vittoria  |
| 2015 | Spareggi Gruppo Mondiale       | 18-20 settembre | Pereira (COL)               | Giappone        | 2–3       | Sconfitta |
| 2016 | Gruppo I, 2º turno             | 15-17 luglio    | Iquique (CHL)               | Cile            | 1–3       | Sconfitta |
| 2016 | Gruppo I, Playout 1º turno     | 16-18 settembre | Repubblica Dominicana (DOM) | Rep. Dominicana | 4–1       | Vittoria  |
| 2017 | Gruppo I, 2º turno             | 7-9 aprile      | Medellín (COL)              | Cile            | 3–1       | Vittoria  |
| 2017 | Spareggi Gruppo Mondiale       | 15-17 settembre | Bogotà (COL)                | Croazia         | 1–4       | Sconfitta |
| 2018 | Gruppo I, 1º turno             | 2-3 febbraio    | Saint Michael (BRB)         | Barbados        | 4–0       | Vittoria  |
| 2018 | Gruppo I, 2º turno             | 5-7 aprile      | Barranquilla (COL)          | Brasile         | 3–2       | Vittoria  |
| 2018 | Spareggi Gruppo Mondiale       | 14-16 settembre | San Juan (ARG)              | Argentina       | 0–4       | Sconfitta |
| 2019 | Qualificazioni Gruppo Mondiale | 1-2 febbraio    | Bogotà (COL)                | Svezia          | 4–0       | Vittoria  |
| 2019 | Gruppo Mondiale, Round Robin   | 18 novembre     | Madrid (ESP)                | Belgio          | 1–2       | Sconfitta |
| 2019 | Gruppo Mondiale, Round Robin   | 19 novembre     | Madrid (ESP)                | Australia       | 0–3       | Sconfitta |

### 2020-2029
| Anno | Turno                               | Data            | Sede          | Avversario  | Punteggio | Esito     |
| ---- | ----------------------------------- | --------------- | ------------- | ----------- | --------- | --------- |
| 2021 | Qualificazioni Gruppo Mondiale      | 6-7 marzo       | Bogotà (COL)  | Argentina   | 3–1       | Vittoria  |
| 2021 | Gruppo Mondiale, Round Robin        | 27 novembre     | Torino (ITA)  | Italia      | 1–2       | Sconfitta |
| 2021 | Gruppo Mondiale, Round Robin        | 28 novembre     | Torino (ITA)  | Stati Uniti | 1–2       | Sconfitta |
| 2022 | Qualificazioni Gruppo Mondiale      | 4-5 marzo       | Reno (USA)    | Stati Uniti | 0–4       | Sconfitta |
| 2022 | Gruppo Mondiale I, Turno principale | 17-18 settembre | Bogotà (COL)  | Turchia     | 4–0       | Vittoria  |
| 2023 | Qualificazioni Gruppo Mondiale      | 3-4 febbraio    | Cota (COL)    | Regno Unito | 1–3       | Sconfitta |
| 2023 | Gruppo Mondiale I, Turno principale | 14-15 settembre | K'asp'i (GEO) | Ucraina     | 2–3       | Sconfitta |
| 2024 | Gruppo Mondiale I, Playoff          | 2-3 febbraio    | Bogotà (COL)  | Lussemburgo | 3–2       | Vittoria  |
| 2024 | Gruppo Mondiale I, Turno principale | 14-15 settembre | Tokyo (JPN)   | Giappone    | 1–3       | Sconfitta |

## Statistiche giocatori
Di seguito la classifica dei tennisti colombiani con almeno una partecipazione in Coppa Davis, ordinati in base al numero di vittorie. In caso di parità si tiene conto del maggior numero di incontri disputati; in caso di ulteriore parità viene dato più valore agli incontri in singolare; come quarto e ultimo criterio viene considerata la data d'esordio. In grassetto quelli tuttora in attività.

Aggiornato alla Coppa Davis 2025 (Colombia-Barbados 2-2).
| #  | Tennista                 | Singolare | Doppio | Totale |
| -- | ------------------------ | --------- | ------ | ------ |
| 1  | Mauricio Hadad           | 23-5      | 12-6   | 35-11  |
| 2  | Jairo Velasco            | 24-12     | 9-11   | 33-23  |
| 3  | Alejandro Falla          | 22-10     | 9-7    | 31-17  |
| 4  | Santiago Giraldo         | 27-19     | 0-0    | 27-19  |
| 5  | Álvaro Jordan            | 20-10     | 6-7    | 26-17  |
| 6  | Miguel Tobón             | 12-18     | 12-8   | 24-26  |
| 7  | Juan Sebastián Cabal     | 7-2       | 17-11  | 24-13  |
| 8  | Iván Molina              | 15-14     | 7-10   | 22-24  |
| 9  | Robert Farah             | 1-3       | 17-8   | 18-11  |
| 10 | Carlos Salamanca         | 3-4       | 10-7   | 13-11  |
| 11 | Michael Quintero Aguilar | 12-3      | 1-5    | 13-8   |
| 12 | Daniel Elahi Galán       | 9-5       | 0-0    | 9-5    |
| 13 | Pablo González           | 7-12      | 1-6    | 8-18   |
| 14 | Alejandro Cortés         | 6-5       | 2-2    | 8-7    |
| 15 | Jaime Cortés             | 6-5       | 1-3    | 7-8    |
| 16 | Alejandro González       | 7-7       | 0-0    | 7-7    |
| 17 | Eduardo Rincón           | 2-11      | 3-2    | 5-13   |
| 18 | William Álvarez          | 2-3       | 3-7    | 5-10   |
| 19 | Nicolás Mejía            | 4-12      | 0-0    | 4-12   |
| 20 | Nicolás Barrientos       | 1-1       | 3-1    | 4-2    |
| 21 | Cristian Rodríguez       | 1-0       | 3-1    | 4-1    |
| 22 | Mario Rincón             | 3-6       | 0-0    | 3-6    |
| 23 | Carlos Behar             | 1-0       | 2-0    | 3-0    |
| 24 | Orlando Agudelo          | 2-6       | 0-4    | 2-10   |
| 25 | Álvaro Betancur          | 2-6       | 0-2    | 2-8    |

| #  | Tennista                       | Singolare | Doppio | Totale |
| -- | ------------------------------ | --------- | ------ | ------ |
| 26 | Luis-Arturo González           | 2-4       | 0-1    | 2-5    |
| 27 | Hernando Salas                 | 1-3       | 1-1    | 2-4    |
| 28 | Carlos Gómez                   | 1-2       | 1-1    | 2-3    |
| 29 | Philippe Moggio                | 1-4       | 0-1    | 1-5    |
| 30 | Rene Gómez                     | 0-3       | 1-1    | 1-4    |
| 31 | Adria Soriano Barrera          | 1-3       | 0-0    | 1-3    |
| 32 | Carlos Drada                   | 1-1       | 0-1    | 1-2    |
| 33 | Gabriel Monroy                 | 1-1       | 0-0    | 1-1    |
| 34 | Mauricio Posso                 | 1-0       | 0-1    | 1-1    |
| 35 | Eduardo Struvay                | 0-1       | 1-0    | 1-1    |
| 36 | Alberto Jiménez                | 1-0       | 0-0    | 1-0    |
| 37 | Carlos Hernando Aguirre Garzon | 1-0       | 0-0    | 1-0    |
| 38 | Javier Restrepo                | 0-4       | 0-2    | 0-6    |
| 39 | José Alejandro Cortés          | 0-2       | 0-1    | 0-3    |
| 40 | Daniel Isaza                   | 0-2       | 0-1    | 0-3    |
| 41 | Ruben Perczek                  | 0-1       | 0-1    | 0-2    |
| 42 | Ruben Tolles                   | 0-1       | 0-1    | 0-2    |
| 43 | Rodrigo Ramírez                | 0-1       | 0-0    | 0-1    |
| 44 | Rodolfo Varela                 | 0-1       | 0-0    | 0-1    |
| 45 | Oscar Rodriguez-Sanchez        | 0-1       | 0-0    | 0-1    |
| 46 | Sergio Ramírez                 | 0-1       | 0-0    | 0-1    |
| 47 | Nunil Velasco                  | 0-0       | 0-1    | 0-1    |
| 48 | Jorge Falla                    | 0-0       | 0-1    | 0-1    |
| 49 | Alejandro Gómez                | 0-0       | 0-1    | 0-1    |

## Andamento
La seguente tabella riflette l'andamento della squadra dal 1990 ad oggi.
| Pos.           | 90 | 91 | 92 | 93 | 94 | 95 | 96 | 97 | 98 | 99 | 00 | 01 | 02 | 03 | 04 | 05 | 06 | 07 | 08 | 09 | 10 | 11 | 12 | 13 | 14 | 15 | 16 | 17 | 18 | 19 | 21 | 22 | 23 | 24 |
| -------------- | -- | -- | -- | -- | -- | -- | -- | -- | -- | -- | -- | -- | -- | -- | -- | -- | -- | -- | -- | -- | -- | -- | -- | -- | -- | -- | -- | -- | -- | -- | -- | -- | -- | -- |
| Campione       |    |    |    |    |    |    |    |    |    |    |    |    |    |    |    |    |    |    |    |    |    |    |    |    |    |    |    |    |    |    |    |    |    |    |
| Finalista      |    |    |    |    |    |    |    |    |    |    |    |    |    |    |    |    |    |    |    |    |    |    |    |    |    |    |    |    |    |    |    |    |    |    |
| SF             |    |    |    |    |    |    |    |    |    |    |    |    |    |    |    |    |    |    |    |    |    |    |    |    |    |    |    |    |    |    |    |    |    |    |
| QF             |    |    |    |    |    |    |    |    |    |    |    |    |    |    |    |    |    |    |    |    |    |    |    |    |    |    |    |    |    |    |    |    |    |    |
| OF             |    |    |    |    |    |    |    |    |    |    |    |    |    |    |    |    |    |    |    |    |    |    |    |    |    |    |    |    |    |    |    |    |    |    |
| Qualificazioni | x  | x  | x  | x  | x  | x  | x  | x  | x  | x  | x  | x  | x  | x  | x  | x  | x  | x  | x  | x  | x  | x  | x  | x  | x  | x  | x  | x  | x  |    |    |    |    |    |
| Gruppo I       |    |    |    |    |    |    |    |    |    |    |    |    |    |    |    |    |    |    |    |    |    |    |    |    |    |    |    |    |    |    |    |    |    |    |
| Gruppo II      |    |    |    |    |    |    |    |    |    |    |    |    |    |    |    |    |    |    |    |    |    |    |    |    |    |    |    |    |    |    |    |    |    |    |
| Gruppo III     | x  | x  |    |    |    |    |    |    |    |    |    |    |    |    |    |    |    |    |    |    |    |    |    |    |    |    |    |    |    |    |    |    |    |    |
| Gruppo IV      | x  | x  | x  | x  | x  | x  | x  |    |    |    |    |    |    |    |    |    |    |    |    |    |    |    | x  | x  | x  | x  | x  | x  | x  | x  |    |    |    |    |

Legenda
- Campione: La squadra ha conquistato la Coppa Davis.
- Finalista: La squadra ha disputato e perso la finale.
- SF: La squadra è stata sconfitta in semifinale.
- QF: La squadra è stata sconfitta nei quarti di finale.
- OF: La squadra è stata sconfitta negli ottavi di finale (1º turno). Dal 2019 sostituito dal Round Robin.
- Qualificazioni: La squadra è stata sconfitta al turno di qualificazione. Istituito nel 2019.
- Gruppo I: La squadra ha partecipato al Gruppo I della propria zona di appartenenza.
- Gruppo II: La squadra ha partecipato al Gruppo II della propria zona di appartenenza.
- Gruppo III: La squadra ha partecipato al Gruppo III della propria zona di appartenenza.
- Gruppo IV: La squadra ha partecipato al Gruppo IV della propria zona di appartenenza.
- x: Ove presente, la x indica che in quel determinato anno, il Gruppo in questione non è esistito.